# Боровское сельское поселение (Рязанская область)
Боровское се́льское поселе́ние — муниципальное образование в Шиловском районе Рязанской области Российской Федерации. Административный центр — село Боровое.
В 2018 году включено в Инякинское сельское поселение.

## Географическое положение
Боровское сельское поселение расположено на юго-востоке Шиловского муниципального района Рязанской области. На севере Боровское сельское поселение граничит с Инякинским и Аделинским сельскими поселениями, на востоке — с территорией Чучковского района, на юге — с территорией Путятинского района, на западе — с Шиловским городским, а также с Тереховским и Тимошкинским сельскими поселениями.
Площадь Боровского сельского поселения — 38,30 кв. км.

## Климат и природные ресурсы
Климат Боровского сельского поселения умеренно континентальный с умеренно-холодной зимой и теплым летом. Осадки в течение года распределяются неравномерно.
Водные ресурсы представлены наличием рек Тырницы, Мильчуса и Уши; имеются болота, искусственно созданные пруды.
Большие пространства на территории Боровского сельского поселения заняты хвойными и смешанными лесами. Почвы на территории поселения подзолистые и серые лесные, суглинистые.
На территории поселения имеется месторождение керамзитовой глины и кварцевого песка, которые используются для производства керамзита и в стекольном производстве.

## История
Образовано в результате муниципальной реформы 2006 г. на территории Боровского сельского округа (центр Боровое) — с возложением административного управления на село Боровое.

## Население
| 2010 | 2012 | 2013 | 2014 | 2015 | 2016 | 2017 |
| ---- | ---- | ---- | ---- | ---- | ---- | ---- |
| 358  | ↘356 | ↘353 | ↘339 | ↘335 | ↘326 | ↘306 |
| 2018 |      |      |      |      |      |      |
| →306 |      |      |      |      |      |      |

## Административное устройство
Образование и административное устройство сельского поселения определяются законом Рязанской области от 07.10.2004 № 102-ОЗ.
Границы сельского поселения определяются законом Рязанской области от 28.12.2007 № 240-ОЗ.
В состав сельского поселения входят 6 населённых пунктов
| № | Населённый пункт | Тип населённого пункта       | Население |
| - | ---------------- | ---------------------------- | --------- |
| 1 | Александровка    | деревня                      | 12        |
| 2 | Боровое          | село, административный центр | ↘284      |
| 3 | Ванчур           | деревня                      | ↘29       |
| 4 | Елизаветинка     | деревня                      | 25        |
| 5 | Константиновка   | деревня                      | ↘4        |
| 6 | Уша              | деревня                      | 4         |

## Экономика
По данным на 2015/2016 г. крупные промышленные и сельскохозяйственные предприятия на территории Боровского сельского поселения отсутствуют.
Реализацией товаров и услуг занимаются 2 магазина.

## Социальная инфраструктура
На территории Боровского сельского поселения действуют: 1 отделение почтовой связи, 1 фельдшерско-акушерский пункт (ФАП), сельский клуб и библиотека.

## Транспорт
Основные грузо- и пассажироперевозки осуществляются автомобильным и железнодорожным транспортом. Через территорию Боровского сельского поселения проходят железнодорожные линии «Рязань – Пичкиряево» и «Шилово — Касимов» Московской железной дороги, здесь расположена железнодорожная станция «Ушинский» и остановочные пункты «Ванчур» и «Александровка».